# Trachipteridae
Popularmente conhecidos como peixes-fita, os trachipterídeos são peixes ósseos da ordem dos Lampriformes, mesma ordem que abrange os peixes-remo (Regalecidae) e peixes-sol (Lampridae). Esses peixes pelágicos recebem esse nome pois possuem um corpo alongado e esguio, que lembra uma enguia. Os adultos geralmente possuem coloração prateada e barbatanas avermelhadas, dependendo da espécie. Os juvenis são translúcidos, podendo possuir listras ou manchas pelo corpo, além de possuir barbatanas filamentosas, essas características os ajudam a se mimetizarem como sifonóforos, pois vivem na coluna d'água, próximo da costa e são vulneráveis a predadores, quando adultos migram para águas profundas e só retornam para a superfície durante a noite para se alimentar.
Séculos atrás, estavam colocados na família Regalecidae, mas com estudos taxonômicos mais aprofundados, perceberam que são peixes diferentes, que compartilham uma morfologia semelhante, possuindo um ancestral em comum no passado. Atualmente três gêneros são reconhecidos:
- Desmodema Walters & Fitch , 1960
- Trachipterus Gouan , 1770
- Zu Walters & Fitch , 1960